# Římskokatolická farnost Štípa
Římskokatolická farnost Štípa je územní společenství římských katolíků s farním kostelem Narození Panny Marie v děkanátu Vizovice. 

## Historie farnosti
První písemná zmínka o obci a zároveň také o farnosti je z roku 1391. Na začátku 17. století bylo započato s výstavbou nového chrámu, vlivem nepříznivých okolností v následujících letech však byl dokončen a posvěcen až roku 1765.

## Duchovní správci
Farářem je k březnu 2017 R. D. Mgr. František Sedláček.

## Bohoslužby
| Kostel               | Místo | Bohoslužba (den)           | Hodina          | Poznámka     |
| -------------------- | ----- | -------------------------- | --------------- | ------------ |
| Narození Panny Marie | Štípa | neděle středa pátek sobota | 9.45 18.00 7.30 | farní kostel |

## Aktivity ve farnosti
Farnost se v březnu 2016 zapojila do projektu "24 hodin pro Pána", kdy se věřící 24 hodin nonstop modlili a adorovali.